# Pedro Mariño de Lobera
Pedro Mariño de Lobera (Pontevedra, Galicia, 1528 - Lima, Perú,1594) fue un militar y cronista español que, tras haber participado en la Conquista de Chile, dejó un relato de sus sucesos en la obra Crónica del Reino de Chile.

## Biografía
Sus padres fueron Hernán Rodríguez de Lobera y Rivera, y Constanza Mariño Marinas de Sotomayor. Contrajo matrimonio con Francisca de Miranda hija de Mencia de Marañón y de esta unión nacieron dos hijos: Ana y Alonso.

### Vida profesional
De profesión soldado, después de servir en la guerra entre España y Francia, viajó en 1545 a América. Estuvo bajo el mando de Pedro de La Gasca cuando este último recibió la orden del rey Carlos V de poner fin a la sublevación de Gonzalo Pizarro en el Perú. Mariño se unió a las fuerzas de La Gasca en La Habana. Se trasladó a Lima y permaneció en el Perú hasta su viaje a Chile, en 1551. En este territorio participó activamente junto a Pedro de Valdivia y a Francisco de Villagra en las campañas que el primero realizó en el Sur, destacándose como soldado. También, estuvo presente en las campañas de los gobernadores García Hurtado de Mendoza y Rodrigo de Quiroga.
El hijo de Pedro, Alonso, le acompañó en algunas de sus campañas y en la batalla de Codico:

"Alonso Mariño de Lobera que estuvo cinco días preso entre los adversarios con tres heridas peligrosas y fue libre de las prisiones por la buena diligencia de su padre"

Posteriormente, en pago de sus servicios, se le concedió una encomienda de indígenas en la ciudad de Valdivia, donde era vecino. Desempeñó el cargo de corregidor de la misma ciudad, prestando su ayuda para socorrer a las víctimas de la inundación que, producto del terremoto de 1575, cegó el desagüe del lago Riñihue, tal como volviera a suceder con el terremoto de 1960. Más tarde fue también corregidor de Camaná, en la costa sur del Perú, volviendo posteriormente a Lima.
En sus últimos años trabó amistad con el jesuita Bartolomé de Escobar, quien también había estado en Chile, entregándole los manuscritos de su Crónica del Reino de Chile para que los corrigiera y editara. Sin embargo, el texto nunca fue impreso en la época. Sólo en 1865 fue publicado en el volumen VI de la Colección de Historiadores de Chile y documentos relativos a la Historia Nacional de ese país.
Murió en Lima el año 1594.

## El origen de su escrito:Crónica del Reino de Chile
En la época de la Conquista, era común que algunos conquistadores escribieran acerca de las vivencias y situaciones de las que eran parte y testigos. Soldado de profesión, Mariño de Lobera no estuvo ajeno a estas labores y dejó un importante legado a la historia de Chile en su manuscrito. El texto original de este no ha llegado a nuestros días y lo que de él se conoce se debe a la pluma del sacerdote jesuita Bartolomé de Escobar, quien recibió -de parte del virrey del Perú García Hurtado de Mendoza- el encargo de revisar y corregir los apuntes de Mariño.
Esta labor dio forma definitiva a la Crónica del Reino de Chile, obra que, en estricto rigor, es muy diferente a la que pudiera haber escrito un simple soldado. En sus pasajes, es fácil advertir la pluma de una persona conocedora del arte de escribir, lo que estaría indicando la intervención del padre Escobar.

### Materias de su libro
- Guerra de Arauco, 1541-1881
- Chile - Historia - Descubrimiento y Conquista, 1536-1561
- Valdivia, Pedro de, 1500-1554
- Chile -Historia - 1520-1884[4]

### Temas relacionados
- Cronistas del siglo XVI
- La Guerra de Arauco (1550-1656)
- Pedro de Valdivia (ca. 1500-1553)
- Pueblo de Indios de Malloa (siglo XVI-XVIII)
- Cartas de Relación de la Conquista de Chile
- Colección de historiadores y de documentos relativos a la historia nacional
- El servicio postal en Chile (siglo XVI- XXI)
- Inés de Suárez (1507-1580)
- La esclavitud negra en Chile (1536-1823)

## Su crónica
En la obra llama la atención la imprecisión y la vaguedad del relato de la primera parte de la Conquista de Chile, más específicamente hasta la llegada de García Hurtado de Mendoza. Esto contrasta con la segunda parte, que corresponde precisamente al gobierno de Hurtado de Mendoza. Los hechos y las hazañas del antiguo gobernador de Chile -quien facilitó a Escobar parte de los documentos con que contaba- son narrados con claridad. La Crónica del Reino de Chile es, de entre las crónicas de la conquista de Chile, la que con mayor frecuencia incluye relatos de sucesos extraordinarios y sobrenaturales.